# جان كريستوف روفان
جان كريستوف روفان (بالفرنسية: Jean-Christophe Rufin)‏، (ولد في 28 حزيران / يونيه 1952) طبيب فرنسي، دبلوماسي، مؤرخ، رحالة وروائي. يرأس منظمة «العمل ضد الجوع»، هو من أقدم أعضاء منظمة أطباء بلا حدود، وأصغر عضو في الأكاديمية الفرنسية. شغل منصب سفير فرنسا في السنغال من عام 2007 إلى حزيران / يونيه 2010.

## الحياة الخاصة والعامة

### النشأة
ولد روفان في بورجيز في عام 1952. وحيداً لأبويه، تربى على يد جده لأن والده كان قد ترك الأسرة وكانت والدته تعمل في باريس. جده كان طبيباً وعضواً في المقاومة الفرنسية خلال الحرب العالمية الثانية وسجن لمدة سنتين في بوخنفالد.

## روابط خارجية
- جان كريستوف روفان على موقع IMDb (الإنجليزية)
- جان كريستوف روفان على موقع ميوزك برينز (الإنجليزية)